# Association Sportive de la Société Nigérienne des Produits Pétroliers
Association Sportive de la Société Nigérienne des Produits Pétroliers ou AS SONIDEP e clube de futebol da Níger fundado em 2014 pela Nigerien Petroleum Products Company (SONIDEP) e está sediado em Niamey, Níger. É o mais recente clube de futebol nigerino. 
Na primeira divisão desde o primeiro ano de sua criação, o clube tanqueiro venceu a Copa Nacional em 2014-2015 e foi campeão da segunda divisão. Em atuação nesta temporada, o clube teve a melhor defesa do campeonato com 1 gol sofrido. Também nesta competição pela taça nacional, o AS SONIDEP foi finalista no jogo com o FC Sahel. Durante a época 2017-2018, o AS SONIDEP foi eliminado nos quartas-de-final da Taça Nacional. Como parte do Campeonato Nacional da 1ª Divisão, o clube ficou em 8º na temporada 2016-17. Já na temporada 2017-2018, o AS SONIDEP chegou ao topo do Níger ao vencer o Campeonato Nacional Airtel League 1, a competição mais prestigiada do país, após apenas 4 anos de existência.
Internacionalmente, o clube participou da Copa das Confederações da CAF da temporada 2015-2016 após seu sucesso na copa nacional. AS SONIDEP representa o Níger na Liga dos Campeões Africanos.